# Sant Genís de Gavarrós
Sant Genís de Gavarrós és una església del municipi de Guardiola de Berguedà (Berguedà) protegida com a bé cultural d'interès local.

## Descripció
És l'església parroquial de Gavarrós. aquest és un edifici de planta basilical cobert a dues aigües amb teula àrab. El parament és de grans carreus de pedra disposats a contrapunt, desbastats, disposats en fileres i units amb morter. Està estructurat en una sola nau orientada a llevant; té un abis semicircular amb una finestra de doble esqueixada força estreta. Un fris de carreus de menors dimensions i acantallats corona l'absis. Entre aquest i la nau hi ha un petot cos que modula la degradació. L'entrada, un arc de mig punt adovellat, està a ponent de l'edifici.

## Història
Les notícies documentals de Sant Genís cal lligar-les a la història del seu castell i, per tant, a la baronia de Pinós i Mataplana, senyors del lloc. El castell el trobem esmentat ja al s. XIII (1277) i els barons de Pinós donaren a diversos senyors, sempre amb l'obligació de fortificar-lo i fer-hi guaites (Rocham fortitudinem Roche de Gavarret). La primera notícia documental és del 1295, quan R. de Vallespir, procurador general de les terres de Galceran de Pinós rebé per penyora de deutes durant cinc anys Gavarrós i la parròquia de Sant Genís. El 1381 Gavarrós comptava tan sols amb onze focs.
Malgrat l'estructura general de Sant Genís de Gavarrós és romànica, aquesta església patí transformacions durant el s. XVIII, època en què s'afegí una capella al costat de tramuntana i una sagristia a migjorn i també s'enguixà l'interior. El 1765 també s'afegí una porta.